# Guilherme Butler
Professor Guilherme Butler (em letão: Vilis Butlers) (Liepaja, 1880 - Curitiba, 1962) foi um explorador, cartógrafo, articulista e sertanista Letão-brasileiro, além de professor catedrático de inglês e alemão do Colégio Estadual do Paraná de 1920 à 1950. Em 1930 publicou um livro chamado "A Inglaterra e os Estados Unidos", coletâneas de autores ingleses e americanos para o ensino de inglês. Ganhou renome ao partir em uma expedição própria ao interior da Amazônia em 1934, e publicar sua viagem nos jornais de Curitiba ("O Dia" e "Gazeta do Povo"). Seguiria realizando mais expedições, como ao Mato Grosso (1935), Minas Gerais (1936), Bacia do Rio da Prata (1937), Goiás (1938).
Descrito pela Gazeta do Povo como "uma espécie de Coronel Fawcett", Butler financiava suas próprias expedições para observar e descrever as diversas regiões do país, além de registrar a história e cultura da população. Com a entrada do Brasil na Segunda Guerra Mundial em 1942, Butler se alistou na Força Aérea Brasileira para ser examinador de Inglês dos pilotos, servindo esse papel até o final da Guerra. Em 1950, se aposentou do Colégio Estadual do Paraná. De 1950 a 1957 seguiu em uma série de expedições com apoio logístico da Força Aérea Brasileira. Faleceu em 1962, devido a um bloqueio cardíaco.
É sobrevivido por sua filha, Dra. Helen Butler. Sua casa em Curitiba é patrimônio histórico da cidade e sede da Fundação Sidónio Muralha.